# ΜTorrent
µTorrent (uTorrent) ist ein Filesharingprogramm für das BitTorrent-Protokoll für die Betriebssysteme Microsoft Windows, Linux, Mac OS X und Android. Das Programm ist Freeware und auf geringe CPU- und RAM-Belastung (üblicherweise < 12 MB) ausgelegt. Es ist kleiner als 1,7 MB (Version 3.4.2 für Windows) und in C++ geschrieben. Mit Stand Dezember 2009 nutzten monatlich etwa 52 Millionen Nutzer den Client.

## Aussprache
Da es von offizieller Seite keine klare Angabe gibt, wie das „µ“ in µTorrent ausgesprochen wird, gibt es mehrere Varianten.
Manche Nutzer nennen das Programm „MikroTorrent“, wobei bei dieser Möglichkeit ein Zusammenhang zwischen dem „µ“ als Kurzzeichen für das Präfix „Mikro“ im Internationalen Einheitensystem und der geringen Dateigröße des Programms hergestellt wird. Eine weitere Möglichkeit ist „MjuTorrent“, was direkt auf die englische Aussprache des zwölften Buchstaben des griechischen Alphabets zurückgeht. Parallel dazu wird das „µ“ in µTorrent im deutschsprachigen Raum altgriechisch [myː], oder nach dem Neugriechischen [miː] ausgesprochen („MüTorrent“ bzw. „MiTorrent“). Oft wird es aber als „uTorrent“ ausgesprochen, weil der Installationsordner unter Windows so heißt.

## Funktionen
- Konfigurierbare Oberfläche (angelehnt an Vuze)
- Verteilte Hashtabelle (DHT), kompatibel zur Mainline
- Queue-Liste und mehrere Downloads gleichzeitig
- Erstellung von .torrent-Dateien
- Geringe CPU-Belastung
- Geringer Arbeitsspeicherverbrauch
- Super-Seeding (Seed-Funktion, bei der alle Teile einer Datei eines Seeders nur einmal an einen anderen Peer verschickt werden. Andere Peers, die zu diesem Zeitpunkt nur leechen, müssen die bereits vom Seeder verschickten Teile von Ersterem bzw. weiteren Peers erhalten. Das Feature wird vor allem dann eingesetzt, wenn neue Dateien möglichst bandbreitenschonend verbreitet werden sollen, um die Zahl der Seeder zu erhöhen, die die gesamte Datei anbieten.)
- Integrierter Feedreader zum Verfolgen von Tracker-Seiten[2]
- Unterstützt wie Vuze und BitComet die Protokoll-Ende-zu-Ende-Verschlüsselung mit RC4
- Quellenaustausch (mit anderen µTorrent-Clients)
- Umgehen der Windows-XP-Firewall
- Automatisches Herunterfahren des PCs nach Beendigung der Downloads (Ruhezustand, Stand-by, Windows beenden)
- Webinterface, mit dem man µTorrent mithilfe eines Browsers steuern kann
- Unterstützung von NAT-PMP[3]
- Local Peer Discovery (Finden von Gegenstellen im lokalen Netzwerk)
- Unterstützung von IPv6[4]

Der Entwickler Ludvig Strigeus arbeitet seit März 2006 mit PeerFactor, einer ehemaligen Tochterfirma der Anti-P2P-Organisation RetSpan, zusammen an der Entwicklung eines BT-Clients. Strigeus erklärte, dass das keine Auswirkung auf µTorrent habe und er zwar von einer Anti-P2P-Vergangenheit dieser Firma gewusst habe, aber die Größenordnung nicht kannte. Auf der Webseite von µTorrent findet sich eine Erklärung zu diesem Vorgang.
Seit Dezember 2006 gehört µTorrent zur BitTorrent Inc.

### Betrieb
µTorrent muss nicht installiert werden und kann somit als portable Software (zum Beispiel auf einem USB-Stick) eingesetzt werden.
Die Windows-Versionen vor 2.0 waren auf allen 32-Bit-Systemen lauffähig, seit v2.0 wird nur noch die NT-Schiene (Windows NT/2000 bis Windows 8) unterstützt. Auf der Homepage wird nur die aktuelle Version angeboten, ältere Versionen sind jedoch im Netz erhältlich.
Unter Linux lässt sich das Programm in der Version 3.0 betreiben.
Eine Version für Mac wurde mit der Veröffentlichung der Version 1.8 angekündigt und Ende November 2008 schließlich als Version Beta 0.90 veröffentlicht.
Für Smartphones mit Android gibt es einen nativen Client seit September 2012 im Google Play Store.

## Kritik
µTorrent wurde vielfach kritisiert, da es auf Grund eigener BitTorrent-Protokollerweiterungen ab Version 1.7.7 den Upload an Nicht-µTorrent-Clients drosselt beziehungsweise Clients, die ebenfalls das µTorrent-Protokoll verwenden, bevorzugt. Mit Version 2.0 wurde µTorrent infolgedessen von einigen Trackern verbannt.
Anfang März 2015 wurde bekannt, dass µTorrent die Rechenleistung des Benutzers nutzt, um im Hintergrund Einheiten der Kryptowährung Litecoin zu generieren. Der Benutzer wird nicht darüber informiert und bekommt vom Gewinn nichts ab.

## Easter Eggs
In µTorrent sind verschiedene Easter Eggs eingebaut:
- Ab Version 1.4.2-beta (build 432): Wenn man den Menüpunkt Help > About anwählt und „T“ drückt, startet das Spiel Tetris. Drückt man im Spiel die Taste „P“, wird das laufende Spiel pausiert.
- Im Punkt Help > About auf das Logo klicken. Eine Tonfolge ähnlich dem Erkennungssound von THX (der „Deep Note“) wird abgespielt.
- In Version 1.3 oder davor wird eine Weihnachts-E-Card angezeigt, wenn man das Programm an Weihnachten startet.